# Symplocos nana
Symplocos nana är en tvåhjärtbladig växtart som beskrevs av August Brand. Symplocos nana ingår i släktet Symplocos och familjen Symplocaceae. Inga underarter finns listade i Catalogue of Life.